# Wenn Weihnachten ist
Wenn Weihnachten ist ist ein deutschsprachiges Weihnachtslied. Es wird in Liederbüchern in der Regel als „Volkslied“ angegeben.

## Geschichte

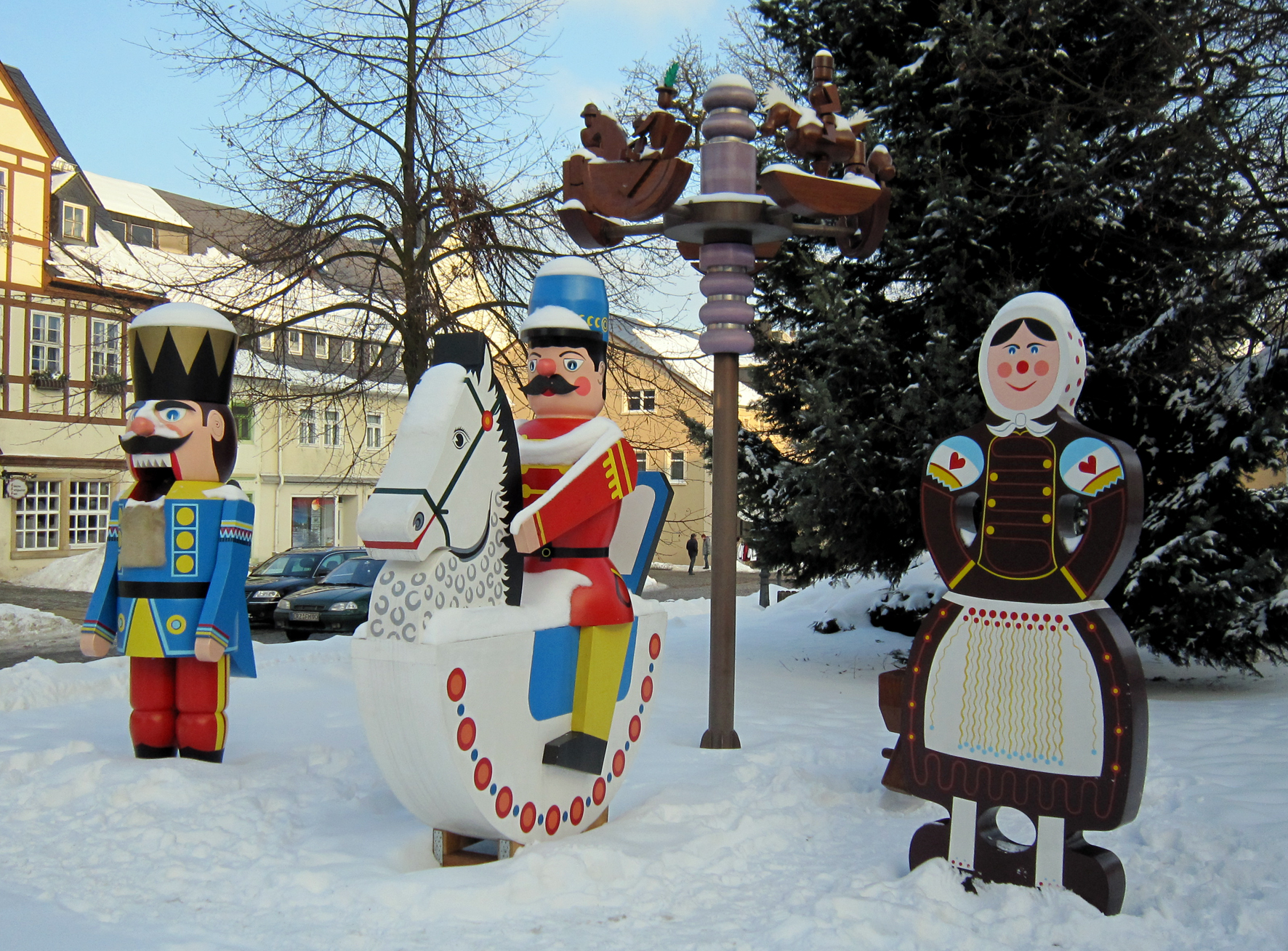
Wahrzeichen der Stadt Olbernhau: Nussknacker, Olbernhauer Reiterlein und Pfefferkuchenfrau

Das Lied ist seit wenigstens 1915 bekannt, da es in diesem Jahr von Paul Keller in dessen Roman Ferien vom Ich zitiert wird. Die erste Textstrophe ist „altes Volksgut“, deren Verfasser nicht bekannt ist.
Weitere Strophen wurden mehrfach hinzugefügt, u. a. vor 1922 eine bekannte Fassung mit vier weiteren Strophen von Kurt Arnold Findeisen. In der vierten Strophe kommt eine „Pfefferkuchenfrau […] mit ihrem Mann aus Olbernhau“ vor. Sie soll von Findeisen nach dem realen Vorbild von Hausiererinnen gestaltet worden sein, die bis zur Mitte des 20. Jahrhunderts von Haus zu Haus gingen, um Pfefferkuchen zu verkaufen. 1935 wurden von drei Handwerkern überlebensgroße Holzfiguren der Pfefferkuchenfrau sowie des Olbernhauer Reiterleins und eines Nussknackers geschaffen und in der Erzgebirgsschau im Rittergut ausgestellt. Seit 1951 werden diese Figuren jährlich zur Weihnachtszeit auf dem Olbernhauer Marktplatz aufgestellt und gelten seither als Wahrzeichen der erzgebirgischen Stadt.
Die Melodie des Liedes weist Ähnlichkeiten mit dem Brautchor „Wir winden dir den Jungfernkranz“ aus der Oper Der Freischütz (1821) von Carl Maria von Weber auf und ist möglicherweise in Anlehnung an diese Komposition entstanden.
Die onomatopoetische Referenzierung der erhofften Weihnachtsgeschenke als „Muh“ (für Kuh), „Mäh“ (für Schaf) und „Tätärätätä“ (für Trompete) hat das Lied mit dem Weihnachtsschlager Eine Muh, eine Mäh (1912) von Wilhelm Lindemann gemeinsam, mit dem das Lied oft als Medley gekoppelt wird. Eine bekannte Medley-Fassung schufen etwa Roland Heck und Gerd Köthe in den 1970er Jahren, die u. a. von Costa Cordalis (1977) und Paola (1981) gesungen wurde.
Franz Biebl (1906–2001) schuf mehrere Chorsätze des Liedes.

## Melodie und Text
Die Melodie ist in verschiedenen Varianten überliefert. Hier eine weitverbreitete Melodiefassung:
Quelle:
Wenn Weihnachten ist, wenn Weihnachten ist,

bescheret uns der Heilige Christ.

Und da kriegen wir eine Muh,

und da kriegen wir eine Mäh,

ja da kriegen wir die allerschönste Täterätätä,

und da kriegen wir eine Muh,

und da kriegen wir eine Mäh,

ja da kriegen wir die allerschönste Täterätätä.
Eine andere (und womöglich ältere?) Melodiefassung orientiert sich noch stärker an der Vorlage von Carl Maria von Weber:
Quelle: